# União Frederiquense de Futebol
União Frederiquense de Futebol, còn được biết với tên União Frederiquense, là một câu lạc bộ bóng đá Brasil có trụ sở Frederico Westphalen, Rio Grande do Sul.

## Lịch sử
Câu lạc bộ thành lập vào ngày 3 tháng 9 năm 2010, đã thi đấu chuyên nghiệp đầu tiên năm 2011, và bị loại ở Giai đoạn 3 giải Campeonato Gaúcho Série A2.

## Danh Dự
- Campeonato Gaúcho Série A2

người chiến thắng (1): 2021